# San Francisco Gotera
San Francisco Gotera é um município e a capital do departamento de Morazán, em El Salvador.